# Miroslav Hlinka
Miroslav Hlinka (ur. 31 sierpnia 1972 w Trenczynie, zm. 14 września 2014 w Bańskiej Bystrzycy) – słowacki hokeista, reprezentant Czech i Słowacji. 

## Kariera
- Dukla Trenczyn (1990-1994)
- Sparta Praga (1994-1999)
- Slovan Bratysława (1999)
- Jokerit (1999-2000)
- HC Karlowe Wary (2000-2001)
- Modo Hockey (2001-2003)
- Dinamo Moskwa (2003)
- HC Zlín (2003-2004)
- Dukla Trenczyn (2004-2005)
- MsHK Žilina (2005)
- HC Pardubice (2005-2008)
- Sparta Praga (2008)
- KLH Chomutov (2008-2009)
- HC 05 Banská Bystrica (2009-2012)
  -  HK Poprad (2011/2012)
- HK Trnava (2013/2014)
- HK Dubnica (2013/2014)

Karierę zawodniczą zaczynał w Dukli Trenczyn, występując w jej barwach w słowackiej ekstraklasie. W 1992 zdobył w barwach Dukli mistrzostwo Czechosłowacji. Następnie był zawodnikiem czeskiej Sparty Praga. Był także zawodnikiem takich słowackich klubów jak HC Slovan Bratysława, z którym w 2002 zdobył mistrzostwo Słowacji, MsHK Žilina, HC 05 Banská Bystrica i HK Poprad, w czeskiej lidze występował natomiast w barwach HC Karlowe Wary, HC Zlin z którym w 2004 zdobył mistrzostwo Czech, HC Pardubice i drugoligowego KLH Chomutov. Poza Słowacją i Czechami występował także w barwach fińskiego Jokerit, szwedzkiego Modo Hockey i rosyjskiego Dinamo Moskwa. W słowackiej ekstraklasie rozegrał 242 spotkania, a w czeskiej 433. Swój ostatni sezon zawodniczy dzielił między drugoligową HK Trnava i trzecioligowy HK Dubnica.
W sezonie 1998/1999 był reprezentantem Czech. Następnie został kadrowiczem Słowacji, w barwach której uczestniczył w turniejach mistrzostw świata 2000, 2001, 2002, 2003 oraz Pucharu Świata 2004.
W trakcie kariery określany pseudonimem Hlina.
W połowie 2014 roku został mianowany asystentem trenera w zespole HC 05 Banská Bystrica. Kilka dni po rozpoczęciu sezonu ekstraligi słowackiej 2014/2015 zmarł 14 września 2014 popełniając samobójstwo przez powieszenia na balkonie zamieszkiwanego od kilku dni pokoju hotelowego w Bańskiej-Bystrzycy. Wcześniej okazywał intencje samobójcze. Pogrzeb odbył się 18 września 2014 w Trenczynie (nie uczestniczyły w nim zarówno matka hokeisty jak i jego była żona Mirka. W ostatnich latach małżeństwa żona zgłaszała na policję przypadki przemocy domowej Miroslava Hlinki.
Jego żoną została Mirka, miał syna Michala i córkę Vanessę. Pod koniec życia jego partnerką była Zuzana Kundrátová (później partnerka piłkarza Zsolta Hornyaka). Hokeistami zostali także jego ojciec Miroslav (ur. 1952)
kuzyn Jaroslav Hlinka (ur. 1976), szwagier Branislav Jánoš (ur. 1971) i syn Michal (ur. 1993).
31 lipca 2015 w Bańskiej Bystrzycy został zorganizowany mecz pokazowy upamiętniający osobę Miroslava Hlinki, w których wzięło udział wielu wybitnych hokeistów.

## Sukcesy i osiągnięcia
Reprezentacyjne
- Srebrny medal mistrzostw świata: 2000
- Złoty medal mistrzostw świata: 2002
- Brązowy medal mistrzostw świata: 2003

Klubowe
- Brązowy medal mistrzostw Czechosłowacji: 1991, 1993 z Duklą Trenczyn
- Złoty medal mistrzostw Czechosłowacji: 1992 z Duklą Trenczyn
- Złoty medal mistrzostw Słowacji: 1994 z Duklą Trenczyn, 2000 ze Slovanem Bratysława
- Brązowy medal mistrzostw Słowacji: 2005 z Duklą Trenczyn, 2011 z HC 05 Banská Bystrica
- Brązowy medal mistrzostw Czech: 1996, 1997 ze Spartą Praga
- Srebrny medal mistrzostw Finlandii: 2000 z Jokeritem
- Srebrny medal mistrzostw Szwecji: 2002 z MODO
- Złoty medal mistrzostw Czech: 2004 z HC Zlín
- Srebrny medal mistrzostw Czech: 2007 z HC Pardubice
- Tipsport Hockey Cup: 2007 z HC Pardubice
- Brązowy medal 1. ligi słowackiej: 2014 z HK Trnava
- Złoty medal 2. ligi słowackiej: 2014 z MHK Dubnica nad Váhom

Indywidualne
- Sezon Elitserien 2001/2002:
  - Drugie miejsce w klasyfikacji kanadyjskiej w fazie play-off: 13 punktów

## Odznaczenia
- Krzyż Prezydenta Republiki Słowackiej I Stopnia – 2002[20]
- Medal Prezydenta Republiki Słowackiej – 2003[21]